# Bloomington (Indiana)
Pour les articles homonymes, voir Bloomington.
Bloomington est une ville américaine, siège du comté de Monroe, dans l'État de l'Indiana. L'université de l'Indiana à Bloomington (Hoosiers de l'Indiana) est à Bloomington. 

## Démographie
| Groupe            | Bloomington | Indiana | États-Unis |
| ----------------- | ----------- | ------- | ---------- |
| Blancs            | 83,0        | 84,3    | 72,4       |
| Asiatiques        | 8,0         | 1,6     | 4,8        |
| Afro-Américains   | 4,6         | 9,1     | 12,6       |
| Métis             | 3,0         | 2,0     | 2,9        |
| Autres            | 1,2         | 2,7     | 6,4        |
| Amérindiens       | 0,3         | 0,3     | 0,9        |
| Total             | 100         | 100     | 100        |
|                   |             |         |            |
| Latino-Américains | 3,5         | 6,0     | 16,7       |

En 2010, la population d'origine asiatique est majoritairement composée de Sino-Américains (3,1 % de la population de la ville), de Coréano-Américains (2,4 %) et d'Indo-Américains (1,7 %).

## Transports
Bloomington possède un aéroport (Monroe County Airport, code AITA : BMG).

## Jumelages
- Santa Clara (Cuba)
- Posoltega (Nicaragua)

## Personnalités liées à la ville
- The Main Squeeze, groupe de funk.
- Captain Kathryn Janeway, personnage fictif de la série Star Trek : Voyager, interprétée par Kate Mulgrew